# 蜻蜓44星系
蜻蜓44星系是后髮座星系團中的一個超稀疏星系。根據觀測其旋轉速度判斷其質量為一萬億太阳质量，約和银河系的質量相同。這也和周圍觀測到的90個球狀星團一致。不過此星系發出的光只有銀河系的1%。該星系由蜻蜓望遠鏡頭陣列（Dragonfly Telephoto Array）發現。
2016年8月時，科學家指出蜻蜓44星系幾乎完全是由暗物质組成。